# Ізабель Куето
Ізабель Куето (нім. Isabel Cueto, нар. 3 грудня 1968) — колишня професійна німецька тенісистка.
Здобула п'ять одиночних та один парний титул туру WTA.
Найвищу одиночну позицію світового рейтингу — 20 місце досягнула 28 серпня 1989, парну — 77 місце — 14 вересня 1987 року.
Завершила кар'єру 1994 року.

## Фінали турнірів WTA

### Одиночний розряд (5–3)
| Легенда           |
| WTA Championships |
| Tier I            |
| Tier II           |
| Tier III          |
| Tier IV-V         |

| Результат | W/L | Дата | Турнір                                                | Покриття | Опонент               | Рахунок       |
| --------- | --- | ---- | ----------------------------------------------------- | -------- | --------------------- | ------------- |
| Поразка   | 1.  | 1987 | Гамбург, Західна Німеччина                            | Ґрунт    | Штеффі Граф           | 2–6, 2–6      |
| Поразка   | 2.  | 1987 | Буенос-Айрес, Аргентина                               | Ґрунт    | Габріела Сабатіні     | 0–6, 1–6      |
| Перемога  | 1.  | 1988 | Swedish Open, Швеція                                  | Ґрунт    | Сандра Чеккіні        | 7–5, 6–1      |
| Перемога  | 2.  | 1988 | Афіни, Греція                                         | Ґрунт    | Лаура Голарса         | 6–0, 6–1      |
| Перемога  | 3.  | 1989 | Ешторіл, Португалія                                   | Ґрунт    | Сандра Чеккіні        | 7–6(7–3), 6–2 |
| Перемога  | 4.  | 1989 | Софія, Болгарія                                       | Ґрунт    | Катарина Малеєва      | 6–2, 7–6(7–3) |
| Поразка   | 3.  | 1990 | Barcelona Ladies Open, Іспанія                        | Ґрунт    | Аранча Санчес Вікаріо | 7–6(7–3), 6–2 |
| Перемога  | 5.  | 1990 | Internazionali Femminili di Tennis di Palermo, Італія | Ґрунт    | Барбара Паулюс        | 6–2, 6–3      |

### Парний розряд (1–0)
| Результат | W/L | Дата | Турнір        | Покриття | Партнер               | Опоненти                  | Рахунок       |
| --------- | --- | ---- | ------------- | -------- | --------------------- | ------------------------- | ------------- |
| Перемога  | 1.  | 1986 | Афіни, Греція | Ґрунт    | Аранча Санчес Вікаріо | Зілке Маєр Вілтруд Пробст | 4–6, 6–2, 6–4 |

## Фінали ITF

### Одиночний розряд (4–2)
| Легенда         |
| --------------- |
| Турніри $50,000 |
| Турніри $25,000 |
| Турніри $10,000 |

| Результат | Ранг | Дата            | Турнір                      | Покриття | Опонент                 | Рахунок       |
| --------- | ---- | --------------- | --------------------------- | -------- | ----------------------- | ------------- |
| Перемога  | 1.   | 8 жовтня 1984   | Валенсія, Іспанія           | Ґрунт    | Michelle Garth          | 6–2, 7–5      |
| Поразка   | 2.   | 22 жовтня 1984  | Ейлат, Ізраїль              | Тверде   | Габріела Діну           | 6–4, 5–7, 2–6 |
| Перемога  | 3.   | 3 липня 1989    | Штутгарт, Західна Німеччина | Ґрунт    | Зільке Франкль          | 6–1, 6–1      |
| Перемога  | 4.   | 4 березня 1991  | Гранада, Іспанія            | Ґрунт    | Лі Фан                  | 6–3, 6–3      |
| Перемога  | 5.   | 30 березня 1992 | Moncalier, Італія           | Ґрунт    | Вірхінія Руано Паскуаль | 6–3, 6–2      |
| Поразка   | 6.   | 11 липня 1993   | Ерланген, Німеччина         | Ґрунт    | Анна Смашнова           | 3–6, 1–6      |